# چارلز پی دیکسون
 چارلز پی دیکسون (انگلیسی: Charles P. Dixon؛ زاده ۷ فوریهٔ ۱۸۷۳ درگذشته ۷ آوریل ۱۹۳۹) یک تنیس‌باز اهل بریتانیا بود.